# Paul Damjakob
Paul Damjakob (* 23. Dezember 1939 in Heerlen, Niederlande) ist ein in Deutschland tätiger, niederländischer Organist.

## Leben
Paul Damjakob schloss sein Studium an der Kirchenmusikschule Regensburg bei Ferdinand Haberl und an der Staatlichen Hochschule für Musik Berlin bei Joseph Ahrens 1963 mit dem A-Examen ab. Dieses ergänzte er mit Studien bei Fernando Germani und Michael Schneider. Von 1962 bis 2005 war er Domorganist in Würzburg. 
Er war Gründer der Konzertreihe Würzburger Orgelkonzerte im Dom. Bekanntheit erlangte Damjakob auch durch Rundfunk, Schallplatten u. CDs, vor allem als Improvisator; zahlreiche Kompositionen; Aufträge: vom Metropolitankapitel Paderborn 1976, zum Katholikentag Berlin 1980, zum Papstbesuch in Berlin am 23. Juni 1996; vom Vatikan 1998 (Millenniumshymne).

## Auszeichnungen
- 1973: Staatlicher Förderpreis des Bayerischen Kultusministers
- 2003: Bundesverdienstkreuz am Bande (in München verliehen)
- 2008 Silvesterorden

## Veröffentlichungen
- Kirchenmusik-Glaubensmusik. Festschrift des Diözesangeschichtsvereins zum 40-jährigen Dienstjubiläum. 2002.
- Liedheft Es erklang im Dom. Messparaphrasen, Melodien, Texte von Paul Damjakob als Abschiedsgabe des Domkapitels. Echter-Verlag, Würzburg 2004.

## Tonträger
- Heiligste Nacht, Orgel und Chor
- Symphonische Skizzen

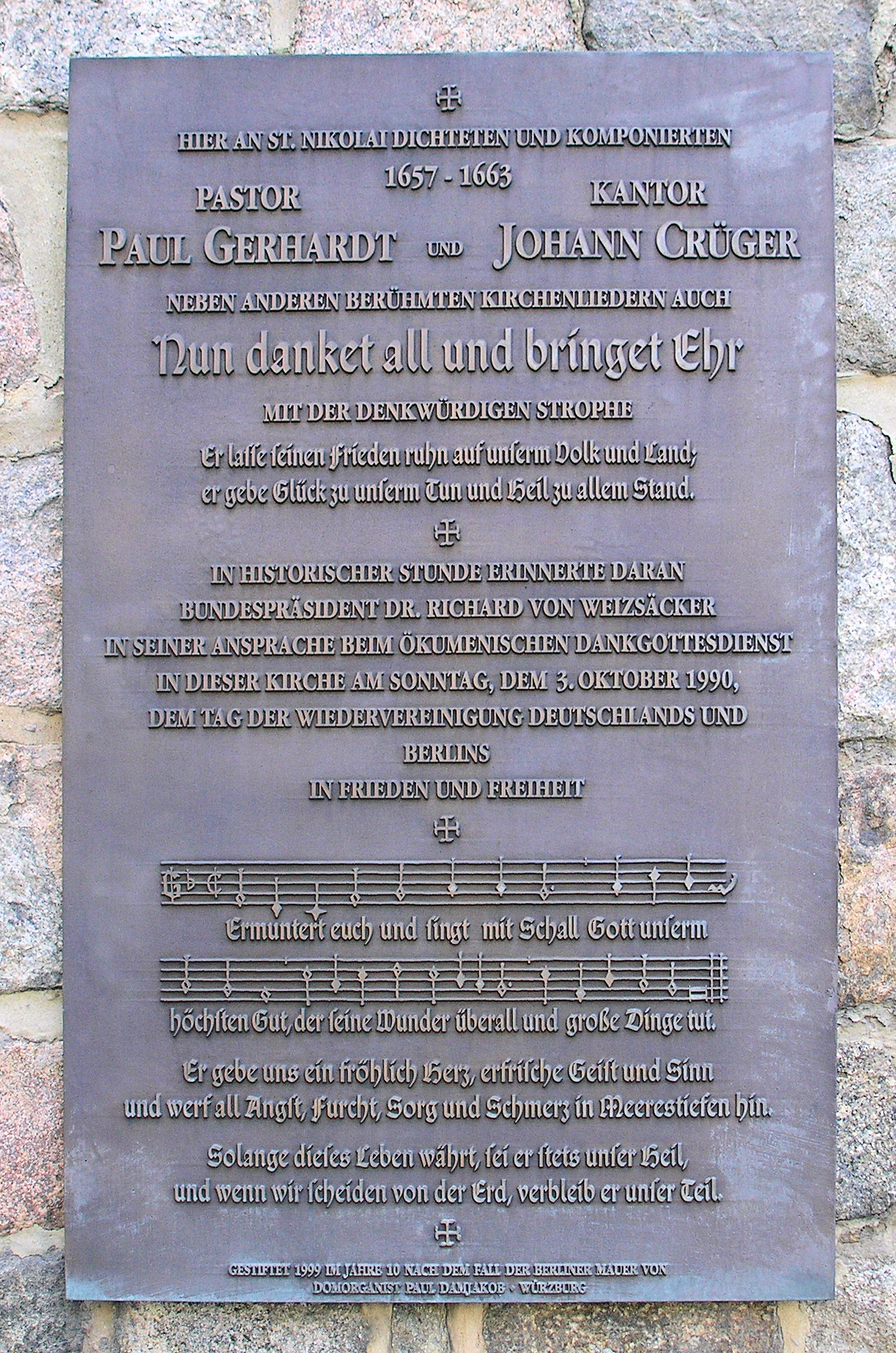
Von Paul Damjakob gestiftete Gedenktafel an der Berliner Nikolaikirche

- Du meine Seele, singe; Domorgelweihemesse
- Ad majorem Dei Gloriam
- Morgenglanz der Ewigkeit
- Ave Maria zart, In dieser Nacht
- Orgelwerke von Max Reger
- Orgelwerke von J.S. Bach
- Improvisationen in Überlingen, Lauda, Würzburg, Haarlem, Altenberg
- Domglocken mit „Ave Maria“
- Mittagsmeditationen
- Advent und Weihnachten
- Osternacht, Osterlieder
- 30 Jahre „An Mozart“
- Gregorianische Meditationen
- Lübeck, Böhm, Bruhns, Buxtehude, Pachelbel
- DVD-Video mit Pontifikalmarsch
- Es erklang im Dom 1962–2005
- Es erklang im Dom II 1962–2005